# 克拉科夫半島
62°7′S 58°15′W / 62.117°S 58.250°W
克拉科夫半島是南極洲的半島，位於南設得蘭群島的喬治王島，處於阿德默勒爾蒂灣和喬治王灣之間，以波蘭舊都克拉科夫命名。